# Condado de Lipno
Nota linguística: Não confundir hrabstwo (condado) com powiat (divisão administrativa)..
Lipno (polaco: powiat lipnowski) é um powiat (condado) da Polónia, na voivodia de Cujávia-Pomerânia. A sede é a cidade de Lipno. Estende-se por uma área de 1015,6 km², com 66 150 habitantes, segundo os censos de 2005, com uma densidade 65,13 hab/km².

## Divisões admistrativas
O condado possui:
Comunas urbanas: Lipno
Comunas urbana-rurais: Dobrzyń nad Wisłą, Skępe
Comunas rurais: Bobrowniki, Chrostkowo, Kikół, Lipno, Tłuchowo, Wielgie
Cidades: Lipno, Dobrzyń nad Wisłą, Skępe

## Demografia
População (dados de 30 de Junho de 2005):
|          | Total   | Total | Mulheres | Mulheres | Homens  | Homens |
| -------- | ------- | ----- | -------- | -------- | ------- | ------ |
|          | pessoas | %     | pessoas  | %        | pessoas | %      |
| Total    | 66 150  | 100   | 33 521   | 50,7     | 32 629  | 49,3   |
| Cidades  | 20 626  | 100   | 10 765   | 52,2     | 9861    | 47,8   |
| Povoados | 45 524  | 100   | 22 756   | 50       | 22 768  | 50     |